# Балог, Клара Фёдоровна
Клара Фёдоровна Балог (укр. Клара Федорівна Балог; 17 июля 1928, Ужгород — 9 июня 2018, Ужгород) — советский и украинский балетмейстер, Заслуженная артистка УССР (1957), Народная артистка УССР (1974), награждена орденом Трудового Красного Знамени (1960), почётным знаком президента Украины.

## Биография
Происходила из многодетной семьи сапожника Фёдора Керечаника. В 1947 году окончила Ужгородское музыкально-педагогическое училище, где её преподавателем был Дезидерий Задор. С 1945 года — солистка балета. Преподавала народно-сценический танец в Киевском хореографическом училище, одновременно и сама брала уроки классического танца у заслуженной артистки Украины Галины Берёзовой. С 1959 года работала балетмейстером Закарпатского народного хора. Записывала и поставила на профессиональной сцене народные танцы из разных районов Закарпатья: «Яроцька карічка», «Бубнарський», «Раковецький кручений», «Кручена», «Васильові цифри».

## Награды
- Орден князя Ярослава Мудрого V степени (2008)[1]
- Орден княгини Ольги III степени (2003)[2]
- Почётный знак отличия Президента Украины (1996)[3]
- орден Трудового Красного Знамени (24.11.1960)
- орден «Знак Почёта» (30.06.1951)[4]
- Заслуженная артистка Украинской ССР (1957)
- Народная артистка Украинской ССР (1974)